# Filial
En filial (av latin filius, ’son’) är en självständig underavdelning under en annan inrättning av samma slag, till exempel filialkontor, i motsats till huvudkontor.
Inom företagsvärlden används filialer ofta för att expandera in på nya marknader, till exempel i andra länder. Filialer kan startas utan att ett dotterbolag behöver skapas.

## Svensk rätt
Sverige har tillåtit utländska bolag att under vissa förutsättningar idka verksamhet i landet utan att bilda dotterbolag sedan den 1 januari 1956. Numera regleras sådan näringsverksamhet som bedrivs i Sverige av utländska företag i lag (1992:160) om utländska filialer m.m.  (nedan kallad ”LUF”). LUF definierar en filial som ett ”avdelningskontor med självständig förvaltning”. Ett och samma företag får bara ha en filial i Sverige, men detta hindrar naturligtvis inte en filial från att ha kontor och driva verksamhet på flera orter i landet.  Det hindrar inte heller ett utländskt bolag från att ha både filial och dotterbolag. Filialen är inte en separat juridisk person utan en del av det utländska företaget. Filialen saknar eget aktiekapital, och dess tillgångar och skulder är en del av det utländska företagets förmögenhetsmassa. Således svarar det utländska företaget, utan begränsning till de tillgångar som finns i Sverige, med hela sin förmögenhet för de förpliktelser som ingåtts eller uppstått för filialen.
Filialen lyder under svensk lag och svenska myndigheters beslut när det gäller rättsförhållanden som uppkommer i samband med verksamheten i Sverige. En filial ska ha egen bokföring. Bokföringen ska vara skild från det utländska företaget, bland annat för att en särskild årsredovisning ska kunna lämnas för filialen. Filialens räkenskaper och VD:s förvaltning ska granskas av en auktoriserad eller godkänd revisor.

### Filialens ledning
Enligt 8 § LUF skall filialen stå under ledning av en verkställande direktör. Dessutom kan enligt samma paragraf en eller flera vice verkställande direktörer utses. Vad avser verkställande direktörens kvalifikationskrav, skall denne vara bosatt inom Europeiska ekonomiska samarbetsområdet (EES), om inte regeringen eller Patent- och registreringsverket medger undantag. Den som är underårig, i konkurs eller underkastad näringsförbud eller som har förvaltare enligt 11 kap. 7 § föräldrabalken får inte vara verkställande direktör för en filial. Om verkställande direktören inte är bosatt här i landet, skall det utländska företaget enligt 10 § 2 st. LUF bemyndiga och till registreringsmyndigheten anmäla en i Sverige bosatt person som får ta emot delgivning på det utländska företagets vägnar. Delgivningsbar person får inte vara omyndig eller ha förvaltare enligt 11 kap. 7 § föräldrabalken.
Vice verkställande direktörens ställning regleras inte närmare i lagen utöver ett allmänt stadgande liknande det i 8:2 ABL, att ”[v]ad som sägs i denna lag om verkställande direktör gäller också vice verkställande direktör.” Detta innebär bl.a. att samma formella krav, dvs. kvalifikationskrav, bosättningskrav osv. som gäller för verkställande direktören gäller för vice verkställande direktören redan genom att denne utses. 
Den ställning som den verkställande direktören i en filial har är i stort sett att likställa med den för verkställande direktör i ett aktiebolag.  Det finns dock vissa väsentliga skillnader. För det första grundar den verkställande direktören sin behörighet inte på lag, utan enbart på den fullmakt som skall utställas till honom (se nedan). För det andra omfattar denna behörighet även åtgärder som normalt endast kan vidtas av styrelsen i ett aktiebolag, dvs. åtgärder som med hänsyn till omfattningen och arten av bolagets verksamhet är av ovanlig beskaffenhet eller stor betydelse, jfr 8:25 ABL. Detta följer av 10 § LUF, som kräver att fullmakten skall omfatta ”alla frågor, som rör verksamheten i Sverige,” och ge den verkställande direktören rätt att ”handla på det utländska företagets vägnar samt mottaga stämning för det utländska företaget”.
Enligt 10 § LUF skall det utländska företaget utfärda fullmakt till verkställande direktören att i alla frågor, som rör verksamheten i Sverige, handla på det utländska företagets vägnar samt mottaga stämning för det utländska företaget och själv eller genom annan tala och svara för detta. Som ovan nämnts skall fullmakt även utfärdas till filialens vice verkställande direktör om någon sådan har utsetts. Fullmakten ska skickas in till PRV i original. Det kan alltså vara lämpligt att förse filialens VD med fler än en originalunderskriven fullmakt eftersom PRV kommer att behålla den fullmakt som skickas in.
Avgiften år 2011 för att registrera filial var 2000 kr, kostnadsfri avregistrering.